# Mathieu Duhamel
Mathieu Duhamel (Mont-Saint-Aignan, 12 luglio 1984) è un calciatore francese, attaccante del Barentin.

## Caratteristiche tecniche
È una punta centrale forte fisicamente. Freddo sotto porta, dal suo arrivo al Caen ha siglato ben 13 reti in 32 presenze. Nella stagione 2013-2014 realizza 3 marcature nelle prime quattro gare di campionato.

## Carriera
Dal 2010 ha messo a segno 89 gol tra Ligue 1 e Ligue 2 con le maglie di Quevilly, Le Havre, Évian TG, Metz, Estac Troyes e Caen. Quest'ultima mette a segno 24 gol nella stagione 2013-14 che contribuisce alla vittoria del campionato di Ligue 2 e della classifica marcatori.
A gennaio 2018 si trasferisce in Italia, in Serie B al Foggia. Fa il suo esordio contro l'Avellino; mentre mette a segno la prima rete "italiana" il 13 febbraio sul campo del Palermo, contribuendo alla vittoria per 1-2.

## Palmarès

### Individuale
- Capocannoniere della Ligue 2: 1

2013-2014 (24 reti, a pari merito con Andy Delort)